# Hofgeistlichkeit

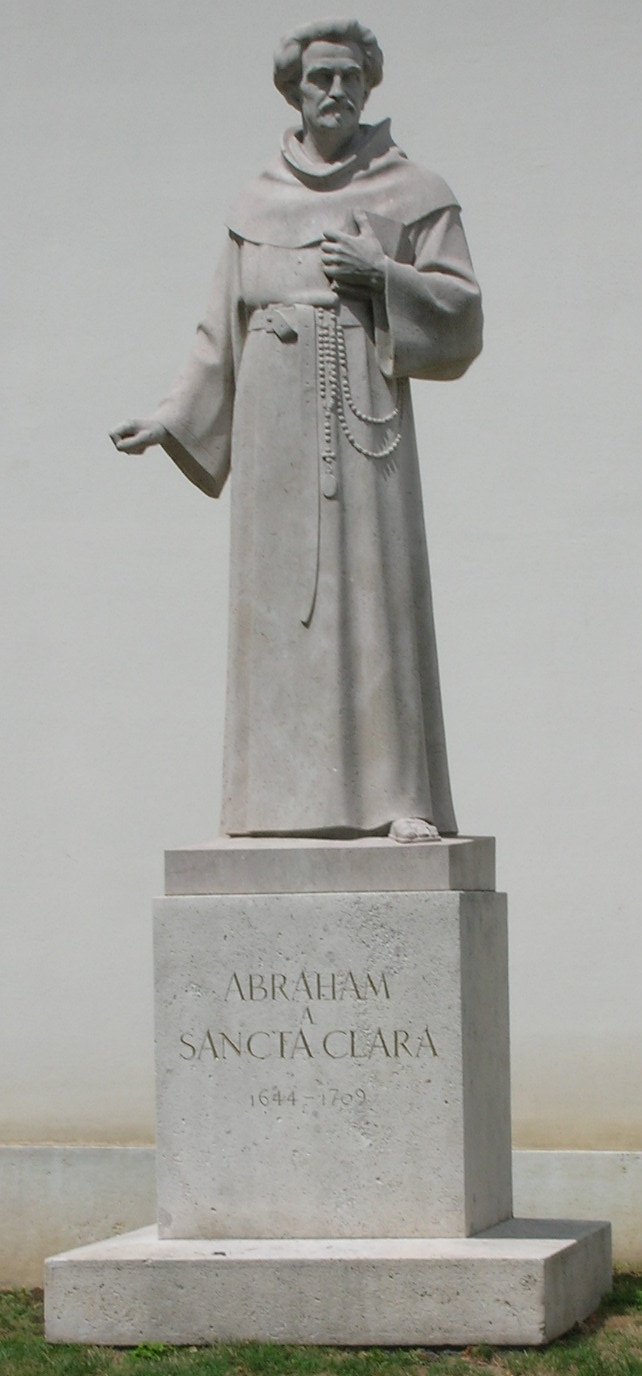
Denkmal des Hofpredigers Abraham a Santa Clara (1644–1709), Wien

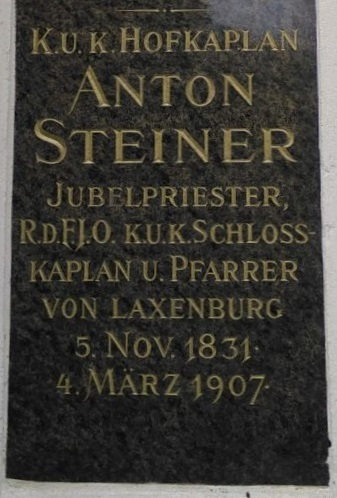
Grab des ehemaligen Hofkaplans Anton Steiner, Wiener Zentralfriedhof

Mit Hofgeistlichkeit bezeichnet man die Gesamtheit der geistlichen Amtsträger an einem Fürstenhof.

## Geschichte
Im Mittelalter wurde der Hofgeistliche sowohl zur geistlichen Versorgung (capellanus, Kaplan an der Hofkapelle) als auch – aufgrund seiner Bildung – zu Schreibarbeiten (cancellarius, Kanzler an der Hofkanzlei) herangezogen. Er lebte zunächst nicht bei Hofe, sondern als Abgeordneter eines Klosters oder Stiftes im Bereich des Territorialherrschers. Materiell versorgt wurde er durch Pfründen und nicht vom Hof. Teilweise begleitete der Hofgeistliche den Herrscher auf Reisen und im Kriege.
Mit der Herausbildung des Berufsnotars im Spätmittelalter konzentrierte sich der geistliche Amtsträger zunehmend auch auf den politischen Bereich. Er trat als Fürsten- oder Königsberater in Erscheinung. Darüber hinaus übte er maßgeblichen kulturellen Einfluss bei Hofe aus, etwa als Verfasser höfischer Texte in der Volkssprache. Dazu zählen die Autoren des Lucidarius, Heinrich von Veldeke oder Herbort von Fritzlar.
Als sich im 15. Jahrhundert Hofburgkapellen in Hofgemeinden wandelten, erfolgte eine Ämterdifferenzierung. So traten etwa in Wien neben den Hofkaplan, 1435 der Hofpfarrer, der Hofprediger oder der Almosenier. Die Hofgeistlichkeit wurde nun vollständiger Bestandteil des Hofstaates.
Im katholischen Bereich erfolgte ab dem 16. Jahrhundert die Einbindung bestimmter Orden am Hof, so übernahm i. d. R. ein Jesuit die Rolle des Beichtvaters. Am habsburgischen Hof in Wien bestand mit der „k.u.k. Hof- und Burgpfarre“ eine eigenständige Pfarre, welche bis zum Ende der österreichisch-ungarischen Monarchie 1918 für die geistliche Betreuung der kaiserlichen Familie und ihres Hofstaates verantwortlich war.
Auch im protestantischen Bereich entstand eine eigenständige Hofgeistlichkeit, der Hofprediger (z. B. Georg Spalatin) versah den Gottesdienst und die Amtshandlungen bei Hofe.
Ab dem 16. Jahrhundert nahm vor allem der katholische, aber auch der protestantische Hofprediger eine zunehmende politische und kirchenpolitische Rolle wahr.
1613 erfolgte in Dresden eine weitere Ämterdifferenzierung mit dem Oberhofprediger, der wie der Hofprediger dem Oberhof- bzw. Hofmarschall unterstand. Der Oberhofprediger stand den Mitgliedern der Hofkapelle vor.
Als im selben Jahr Johann Sigismund zum Calvinismus konvertierte, waren die Hofprediger bis zur Bildung der Unierten Kirche 1817 nahezu die einzigen reformierten Prediger im sonst überwiegend lutherischen brandenburg-preußischen Staat.
In Hessen-Kassel oder Hessen-Darmstadt trugen die Hofprediger wesentlich zur Bildung der Landeskirchen bei.
Im Lauf des 17. Jahrhunderts änderte sich das Selbstverständnis des protestantischen Hofpredigers, aus dem Ratgeber wurde der mahnende Theologe, der teilweise durchaus an die entstehende Kritik des Absolutismus anknüpfte.
Gleichwohl wurde im 19. Jahrhundert der Hofprediger als ein Exponent des Konservatismus vielfach selbst zur Zielscheibe des öffentlichen Spottes.
Eines der wenigen Häuser des (Hoch-)Adels, das auch in der jüngeren Geschichte regelmäßig über einen eigenen Kaplan verfügt, ist das katholische Haus Thurn und Taxis; ein Beispiel hierfür ist auch Klaus Gamber. Heute wirkt Wilhelm Imkamp im Schloss.

## Galerie

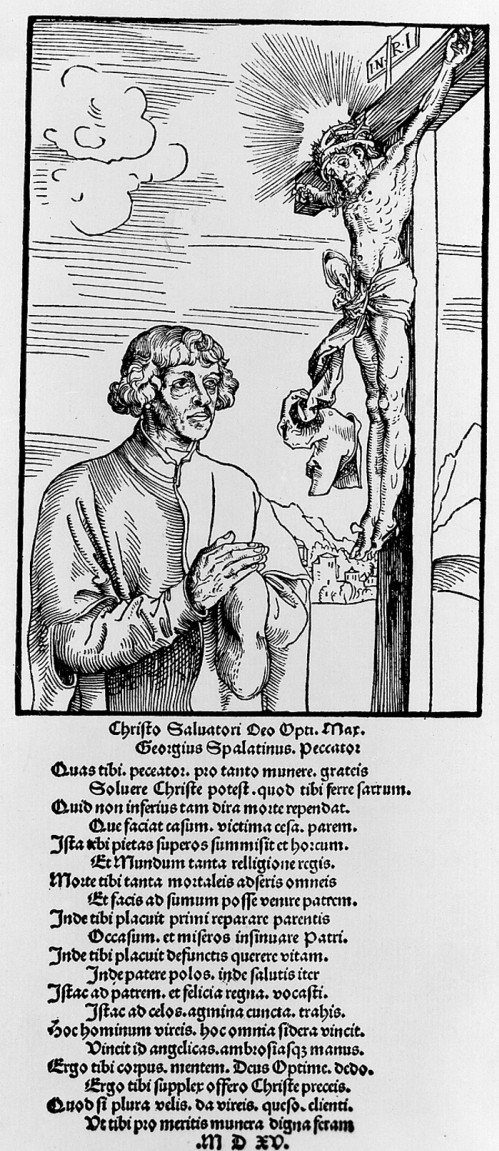
Lucas Cranach: Georg Spalatin (1515), Hofkaplan von Friedrich dem Weisen
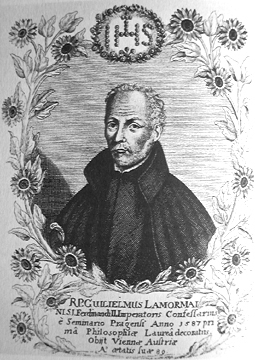
Wilhelm Lamormaini, Jesuit, Beichtvater Ferdinands II.
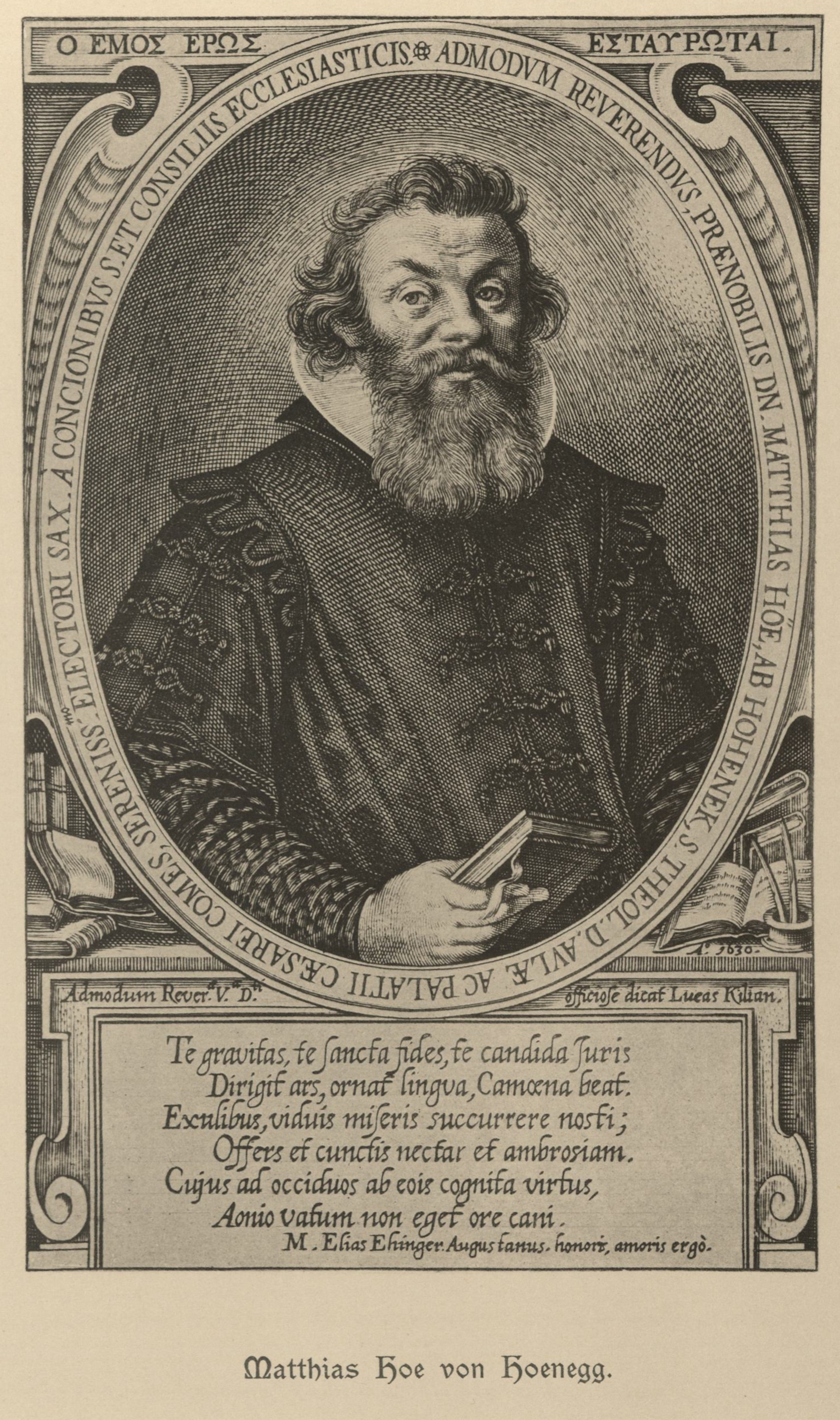
Matthias Hoë von Hoënegg, kursächsischer Oberhofprediger
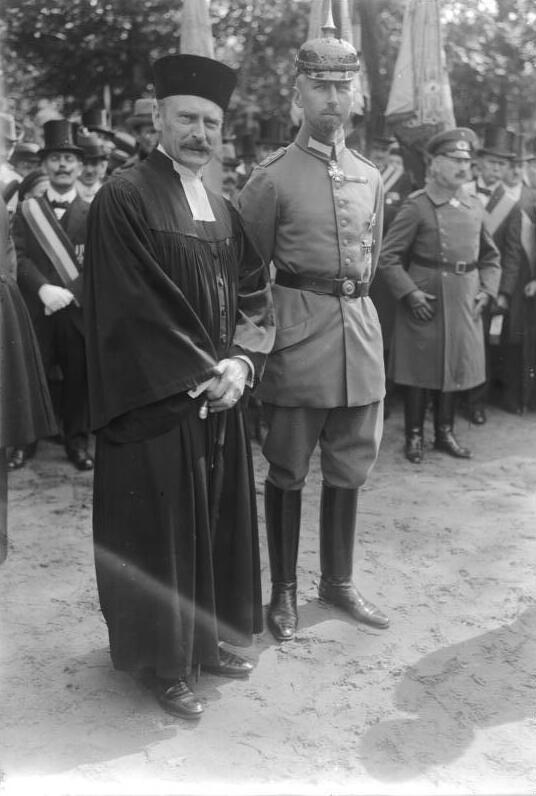
Kriegerdenkmalweihe 1923: Prinz Oskar v. Preußen, Hofprediger Vogel
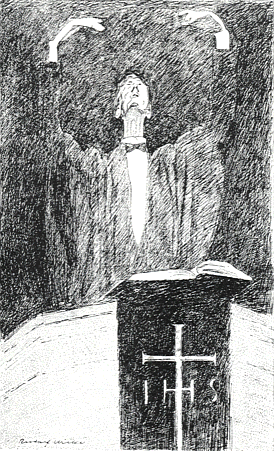
Rudolf Wilke: Hofprediger, Karikatur im Simplicissimus, 1908